# NGC 1736
NGC 1736 ist ein Emissionsnebel im Sternbild Dorado. Das Objekt wurde am 30. Dezember 1836 von John Herschel entdeckt.